# Gilles Marcotte
Pour les articles homonymes, voir Marcotte.
Gilles Marcotte, né à Sherbrooke le 8 décembre 1925, mort à Montréal le 20 octobre 2015,, est un écrivain, professeur du Département d’études françaises de l’Université de Montréal, critique littéraire et musical, et journaliste québécois.
Ses travaux sur les littératures québécoise et française,, lui ont valu une reconnaissance internationale.

## Biographie
Il a fait ses études de littérature à l'Université de Montréal et à l'Université Laval, où il a respectivement obtenu une maîtrise et un doctorat dans cette discipline.
Journaliste à La Tribune, puis directeur des sections littéraire et artistique du Devoir (1948-1955) et de La Presse (1961-1966), il a travaillé à titre de réalisateur à Radio-Canada (1955-1957) et de scénariste-recherchiste à l'ONF (1957-1961), avant de devenir professeur de littérature à l’Université de Montréal en 1965. Jusqu’à sa retraite en 1995, il y a formé des générations de lettrés, à qui il a communiqué sa passion. Il y a été nommé professeur émérite en 1997.
Gilles Marcotte compte plus de 25 titres à son actif et pas moins de 1 500 articles, dont plusieurs sont parus dans les Écrits du Canada français, Liberté et Cité libre. Il a été critique littéraire au magazine L'Actualité durant plus d’un quart de siècle. Outre la littérature, il a aussi écrit sur la musique, en particulier dans la revue Liberté, et réuni en recueil plusieurs de ses chroniques.
Son œuvre de romancier et d’essayiste est notable. De son premier roman, Le poids de Dieu (1962), en passant par son dernier recueil de nouvelles, La mort de Maurice Duplessis et autres récits (1999), jusqu’à son dernier roman, Le manuscrit Phaneuf (2005), il aura tracé un portrait intellectuel et moral d’une extrême acuité du Québec depuis « la Révolution tranquille ».
L’Anthologie de la littérature québécoise (1978-1980), dont il a dirigé la rédaction, est une somme étudiée partout où sont enseignées la littérature et la culture québécoises. Avec ses quatre volumes qui totalisent près de 2 000 pages, elle constitue un legs colossal.

## Publications

### Ouvrages
- 1962 — Le Poids de Dieu, Paris, Flammarion, 218 p. - Roman[11]
- 1962 — Une littérature qui se fait, Essais critiques sur la littérature canadienne-française, Montréal, Hurtubise-HMH, 293 p. (éd. revue et augmentée 1968) ; rééd. Bibliothèque québécoise (1994), coll. « Essais littéraires québécois » (ISBN 978-2-8940-6099-5) - Essai
- 1965 — Retour à Coolbrook, Paris, Flammarion, 220 p. - Roman
- 1966 — Présence de la critique, Anthologie de la critique littéraire contemporaine au Canada français, Montréal, Hurtubise-HMH, 254 p. - Essai, Critique littéraire québécoise
- 1969 — Le Temps des poètes, Description critique de la poésie actuelle au Canada français, Montréal, Hurtubise-HMH, 248 p. - Essai sur la poésie, Critique littéraire québécoise
- 1971 — Les Bonnes Rencontres, Chroniques littéraires, Hurtubise-HMH, 224 p.
- 1973 — Un voyage, Montréal, Hurtubise-HMH, coll. « L'arbre », 270 p. - Récit
- 1976 — Le Roman à l'imparfait, essai sur le roman québécois d'aujourd'hui, Montréal, Éditions La Presse (ISBN 978-2-8929-5028-1), 194 p. ; rééd. coll. « Typo » (1989), 259 p. - Essais littéraires québécois
- 1978 — Léopold Leblanc, René Dionne, François Hébert, Gabrielle Poulin, sous la direction de Gilles Marcotte, Anthologie de la littérature québécoise, Montréal, Éditions de l'Hexagone, 4 vol. 23 cm :
  - Tome I  (ISBN 2-89006-432-8 et 978-2-89-006432-4) (rééd. 1994), 826 p. :
    - Volume 1 : Léopold Leblanc, Écrits de la Nouvelle-France : 1534-1760 (1978)
    - Volume 2 : René Dionne, La Patrie littéraire : 1760-1895 (1978)  (ISBN 0-7777-0202-9)

  - Tome II  (ISBN 2-89006-433-6 et 978-2-89-006433-1) (rééd. 1994), 976 p.  :
    - Volume 3 : Gilles Marcotte et François Hébert, Vaisseau d'or et Croix de chemin : 1895-1935 (1979)  (ISBN 2-8904-3008-1)
    - Volume 4 : René Dionne et Gabrielle Poulin, L'Âge de l'interrogation : 1937-1952 (1980)  (ISBN 2-8904-3042-1)
- 1980 — André Brochu et Gilles Marcotte, La Litterature et le Reste : livre de lettres, Montréal, Quinze, coll. « Prose exacte »  (ISBN 2-8902-6232-4), 185 p.
- 1981 — La Littérature et le Reste, Montréal, Quinze, coll. « Correspondance »,  185 p. Avec André Brochu
- 1983 — La Prose de Rimbaud, Montréal, Primeur ; rééd. Boréal (1989), 196 p. - Critique littéraire québécoise
- 1989 — Littérature et Circonstances, L'Hexagone ; rééd. Éditions Nota bene, 2015, 486 p. - Essai
- 1989 — La Vie réelle, histoires, Montréal, Boréal, 238 p. - Nouvelles
- 1992 — L'Amateur de musique, Boréal, coll. « Papiers collés », 238 p. - Essai
- 1993 — Dominique Noguez, Jean Larose, Gilles Marcotte, Rimbaud, Paris, Le Castor astral, coll. « L'atelier des modernes »  (ISBN 2-8592-0224-2), 142 p.
- 1995 — Benoît Melançon et Pierre Popovic (sous la direction de), Miscellanées en l'honneur de Gilles Marcotte, Montréal, Fides   (ISBN 2-7621-1849-2 et 978-2-7621-1849-0) 418 p.[12]
- 1996 — Pierre Popovic, Entretiens avec Gilles Marcotte, De la littérature avant toute chose, Montréal, Liber, coll. « De vive voix »  (ISBN 2-9215-6935-3) 192 p.
- 1997 — Une mission difficile, Montréal, Boréal, 101 p. - Roman
- 1997 — Écrire à Montréal, Boréal, coll. « Papiers collés », 179 p. - Essai
- 1998 — Roger Rolland et Gilles Marcotte (présentateurs), Jean Le Moyne, une parole véhémente, Montréal, Fides  (ISBN 2-7621-2020-9) 240 p. - Littérature québécoise
- 1999 — La Mort de Duplessis et autres récits, Montréal, Boréal  (ISBN 978-2-8905-2949-6), 199 p. - Littérature québécoise
- 2000 — Le Lecteur de poèmes, Montréal, Boréal, coll. « Papiers collés »  (ISBN 2-76460-041-0 et 978-2-76-460041-2), 210 p. - Essais littéraires québécois
- 2002 — Les Livres et les Jours (1983-2001), Montréal, Boréal  (ISBN 2-7646-0199-9 et 978-2-7646-0199-0), 286 p. - Critique littéraire québécoise, Sciences humaines québécoises
- 2002 — Claudel, Montréal, Fides, coll. « Expérience de Dieu »  (ISBN 2-7621-2367-4), 144 p.
- 2005 — Le Manuscrit Phaneuf, Montréal, Boréal  (ISBN 2-76460-352-5 et 978-2-7646-0352-9), 216 p. - Roman, Littérature québécoise
- 2006 — François Mauriac. Le Chrétien, Le Romancier, Le Journaliste - Choix De Textes, Montréal, Fides  (ISBN 978-2-7621-2690-7), 128 p. - Biographies
- 2006 — Petite Anthologie péremptoire de la littérature québécoise, Montréal, Fides, coll. « Les Grandes Conférences »  (ISBN 2-7621-2728-9 et 978-2-7621-2728-7), 44 p. - Critique littéraire québécoise
- 2008 — Le Dieu bien tempéré de Chesterton, Paris, Flammarion, in L'atelier Du Roman no 55  (ISBN 978-2-0812-1807-9) 221 p.
- 2009 — La littérature est inutile, Montréal, Boréal, coll. « Papiers collés »  (ISBN 978-2-7646-0680-3), 233 p. - Littérature québécoise, Histoire et critique, Littérature et société
- 2017 — Notes pour moi-même. Carnets 2002-2012, Montréal, Boréal, coll. « Papiers collés », 2017, 360 p. Précédé d’une note de l’éditeur, François Ricard.

### Articles et chapitres de livres (sélection)
- « Poésie canadienne française : une poésie d’exil », Mercure de France, no 333,‎ mai-août 1958, p. 5-9.
- « La poésie de Saint-Denys Garneau », Une littérature qui se fait, Montréal, Éditions HMH, 1962, p. 140-218 ; rééd. Bibliothèque québécoise (1994), coll. « Essais littéraires québécois ».  (ISBN 978-2-8940-6099-5)
- « Des miroirs, pour quoi faire ? », Liberté, vol. 20, no 27,‎ mars-avril 1978, p. 96-98.
- « Force de Saint-Denys Garneau », Voix et images, vol. 20, no 1, 1994, p. 41-49
- avec Jean-Marie Goulemot et Thomas Steinfeld, « La place de la littérature dans les médias en notre fin de millénaire », Études françaises, vol. 36, no 3,‎ 2000, p. 149-160 (lire en ligne)
- « Professeur de poésie ? », Études françaises, vol. 41, no 3,‎ 2005, p. 21-30 (lire en ligne).

## Filmographie
- 1959 — Raymond Le Boursier (réalisateur), Gilles Marcotte (scénariste et présentateur), [...], Henri Gagnon, organiste, ONF[13]  - court-métrage (30 min 17 s)

## Honneurs
- 1962 - Prix du Gouverneur général
- 1963 - Prix Québec-Paris
- 1970 - Grand Prix littéraire de la Ville de Montréal
- 1974 - Médaille de l'Académie des lettres du Québec[14]
- 1979 - Prix littéraire de La Presse
- 1982 - Prix Marcel-Vincent
- 1990 - Prix Air Canada
- 1991 - Médaille Lorne Pierce[15]
- 1992 - Prix Gabrielle-Roy
- 1996 - Membre de l'Ordre du Canada
- 1997 - Prix Athanase-David[16]
- 2002 - Prix Odyssée
- 2004 - Membre de l'Ordre des francophones d'Amérique
- 2008 - Officier de l'Ordre national du Québec[17]

## Sources
- Écrits de Gilles Marcotte. Bibliographie 1948-1995. Établie par Alain Charbonneau et Geneviève Sicotte, Montréal, Université de Montréal, Faculté des arts et des sciences, Département d’études françaises, Centre d’études québécoises (CÉTUQ), coll. « Cahiers de recherche », 7, 1996, xiii/141 p.
- Mailhot, Laurent, « Des nouvelles d’un “auteur nouveau” : La vie réelle dans l’œuvre de Gilles Marcotte », Études françaises, vol. 33, no 1, printemps 1997, p. 69-93.  (ISSN 0014-2085)  (ISBN 2-7606-2304-1)
- Popovic, Pierre, « L’École de Montréal », Spirale, no 223, novembre-décembre 2008, p. 16-19.
- Popovic, Pierre, « La sociocritique : présupposés, visées, cadre heuristique — L’École de Montréal », Revue des sciences humaines, no 229, juillet-septembre 2010, p. 13-29.
- Popovic, Pierre, « La sociocritique. Définition, histoire, concepts, voies d’avenir », Pratiques, nos 151-152, décembre 2011, p. 7-38.
- « Présences de Gilles Marcotte », Études françaises, vol. 53, no 1, 2017, 169 p. Numéro préparé par Micheline Cambron, Pierre Popovic et le Comité de rédaction.   (ISBN 978-2-7606-3740-5)  (ISSN 0014-2085)